# Botschka
Botschka (russisch Бочка) war ein russisches Volumenmaß für Flüssigkeiten und entsprach dem Maß Fass. Die unterschiedliche Größe ist auf die veränderten Verhältnisse der kleineren Maße zurückzuführen. Das kleine Maß Tscharka (russisch Чарка) blieb fast konstant mit 123 Millilitern. Ab 1837 hielt die Botkscha 40 Wedro (Eimer) und wurde auch als Sorokowaja Botschka (russisch сороковая бочка ‚Vierziger Fass‘) oder nur Sorokowoi (russisch Сороковой ‚Vierziger‘) bezeichnet
- vor 1650: 1 Botschka = 2 ⅓ Anker = 7 Wedro/Eimer = 84 Kruschka/Krug = 2520 Tscharka ≈ 309,96 Liter
- 1650 bis 1679: 1 Botschka = 7 Wedro/Eimer = 70 Kruschka/Krug = 700 Tscharka ≈ 86,1 Liter
- 1679 bis 1837: 1 Botschka = 7 Wedro/Eimer = 56 Kruschka/Krug = 1400 Tscharka ≈ 172,2 Liter
- 1837 bis 1918: 1 Botschka = 1 ⅛ Pipa = 2 ¼ Oxhoft = 13 ⅓ Anker = 40 Wedro/Eimer = 160 Tschetwert = 320 Stoof = 400 Kruschka/Krug = 4000 Tscharka = 8000 Chkalik ≈ 491,97104 Liter